# 陈成 (1952年)
陈成（1952年10月—），男，汉族，海南临高人，中华人民共和国政治人物。华南工学院（今华南理工大学）化工系无机化工专业毕业，中共中央党校在职研究生学历。

## 生平
1972年9月参加工作，1973年9月加入中国共产党。历任海南省盐务局副局长、局长、盐务总公司总经理，省海洋厅厅长，海南省人民政府副秘书长，省海洋与渔业厅厅长，中共海口市委副书记、代市长、市长等职。2004年11月，任海南省人民政府副省长。2013年1月，任海南省政协副主席。2016年1月，不再担任海南省政协副主席。